# دمینگ ۳۲۵۶۹
سیارک ۳۲۵۶۹ (به انگلیسی: 32569 Deming، نامگذاری:2001QW71) سی و دو هزار و پانصد و شصت و نهمین سیارک کشف شده‌است که در ۲۰ اوت ۲۰۰۱ کشف شد.